# Оксфорд Сити
«Оксфорд Сити» англ. Oxford City FC) — английский футбольный клуб из города Оксфорд, в графстве Оксфордшир. Домашние матчи проводит на стадионе The RAW Charging Stadium. В данный момент команда выступает в Южной Конференции, шестом по значимости турнире в Англии.

## История

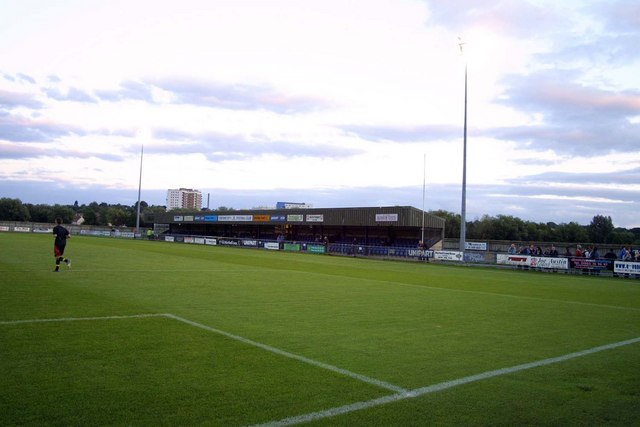
стадион

Клуб был образован в 1882 году и вскоре стал ведущим клубом в графстве Оксфордшир, выиграв Любительский Кубок Англии в 1906 году, ещё до вступления в Истмийскую лигу.
Во второй половине 20-го века была сделана попытка вернуть в клуб к успехам в 1979 году, когда клуб стал компанией с ограниченной ответственностью, а позже легендарный Бобби Мур был назначен менеджером.
Клуб достиг самой низкой точки в 1988 году, когда он был расформирован. Клуб был Вынужден уйти из Истмийской лиги. Клуб был основан заново в 1990 году, когда он вошёл в Южную Мидленлс лигу, выиграв соревнование в свой первый сезон. Они вернулись в Истмийскую лигу в 1993 году. Позже Оксфорд Сити вышел в кубок Вазы.
Основные успехи следующего десятилетия связаны с Истмийской лигой. Самым успешным кубком Англии стал розыгрыш в 1999—2000 годах, когда они выиграли Уиком и Оксфорд Юнайтед.
В 2005 году клуб был понижен обратно в Южную Мидлендс лигу, но опять с первого раза её выиграли благодаря менеджеру Лайну.
В ноябре 2006 года Лайн ушел в отставку как менеджер и стал спортивным директором клуба. Его преемником стал Джастин Мерритт.
В клубе в настоящее время работают более 30 отделений под председательством Брайана Кокса, с разными командами; для мужчин, женщин, мальчиков и девочек.
В сезоне 2011/2012 Оксфорд Сити занял 2-е место. Они победили в финале плей-офф АФК Тоттон, и прошли в Северную конференцию в первый раз в своей истории.